# Augusto Scala
Augusto Scala (Bagno di Romagna, 30 gennaio 1949) è un ex calciatore italiano, di ruolo mezzapunta.

## Caratteristiche tecniche
Centrocampista dai "piedi buoni" aveva i suoi punti di forza nella precisione del passaggio con cui liberava i compagni davanti alla porta, e nella potenza del tiro che sfruttava soprattutto nell'esecuzione dei calci di punizione.

## Carriera

### Club

Scala (accosciato, primo da destra) al Bologna nel 1969.

In carriera ha totalizzato complessivamente 90 presenze e 11 reti in Serie A e 151 presenze e 24 reti in Serie B, conquistando due promozioni in massima serie (con il Cesena nella stagione 1972-1973 e con l'Atalanta nella stagione 1976-1977).
Nei sette anni di permanenza a Bergamo fu sempre osteggiato dai "senatori" della stampa locale che lo accusavano, a torto, di scarsa professionalità. "Gusto", come lo chiamavano i tifosi, è stato invece sempre molto amato dal popolo atalantino: come uomo, per la sua semplicità e affabilità e come giocatore per la classe di cui era dotato.
Furono 36 le reti da lui realizzate in maglia nerazzurra nelle competizioni ufficiali: 33 in campionato, 2 in Coppa Italia e 1 nello spareggio di Genova del 29 giugno 1977 contro il Cagliari, quella del definitivo 2-1 che sancì la promozione in Serie A degli orobici.
In suo sostegno l'Associazione Italiana Calciatori effettuò il primo sciopero della storia del calcio italiano, dopo che era stato messo fuori rosa per avere rifiutato il trasferimento dal Bologna all'Avellino, il 14 aprile 1974. Tale sciopero si concretizzò in un ritardo di dieci minuti nell'inizio degli incontri.
Come ha raccontato in una intervista: "Non rifiutai l’Avellino come squadra – che tra l’altro mi dava uno stipendio sette volte superiore di quanto guadagnavo prima – bensì dissi di no perché il Bologna calcio era venuto meno alla parola data".

### Nazionale
Ha giocato nelle nazionali giovanili italiane Under-21 ed Under-23.

## Palmarès

### Club

#### Competizioni nazionali
- Coppa Italia: 2

Bologna: 1969-1970, 1973-1974

#### Competizioni internazionali
- Coppa di Lega Italo-Inglese: 1

Bologna: 1970